# Fährinsel
Fährinsel est une île de la mer Baltique située à l'est de l'île d'Hiddensee. Il y avait à l'époque[Quand ?] sur Fährinsel le service de bac entre Rügen et Hiddensee. Il fut supprimé en 1952 après que le port de Schaprode fut construit pour le trafic de bateaux postaux. Fährinsel est une réserve naturelle et est interdite aux visiteurs. C'est un lieu de repos pour des milliers d'oiseaux et un lieu de pâturage pour un troupeau de moutons de race suédoise Gotland.